# Massaker von Gata

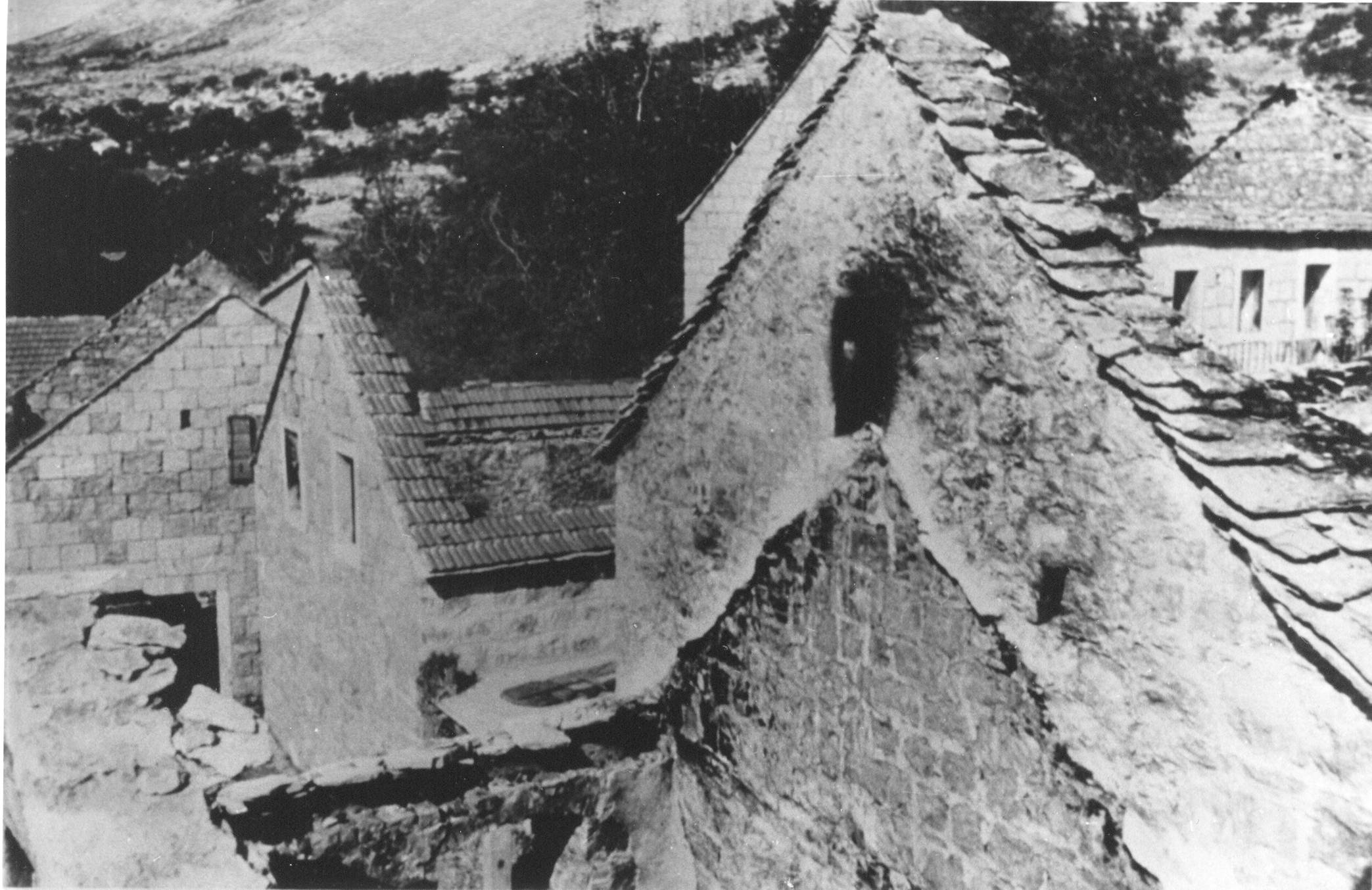
Ausgebrannte Häuser in Gata (1943)

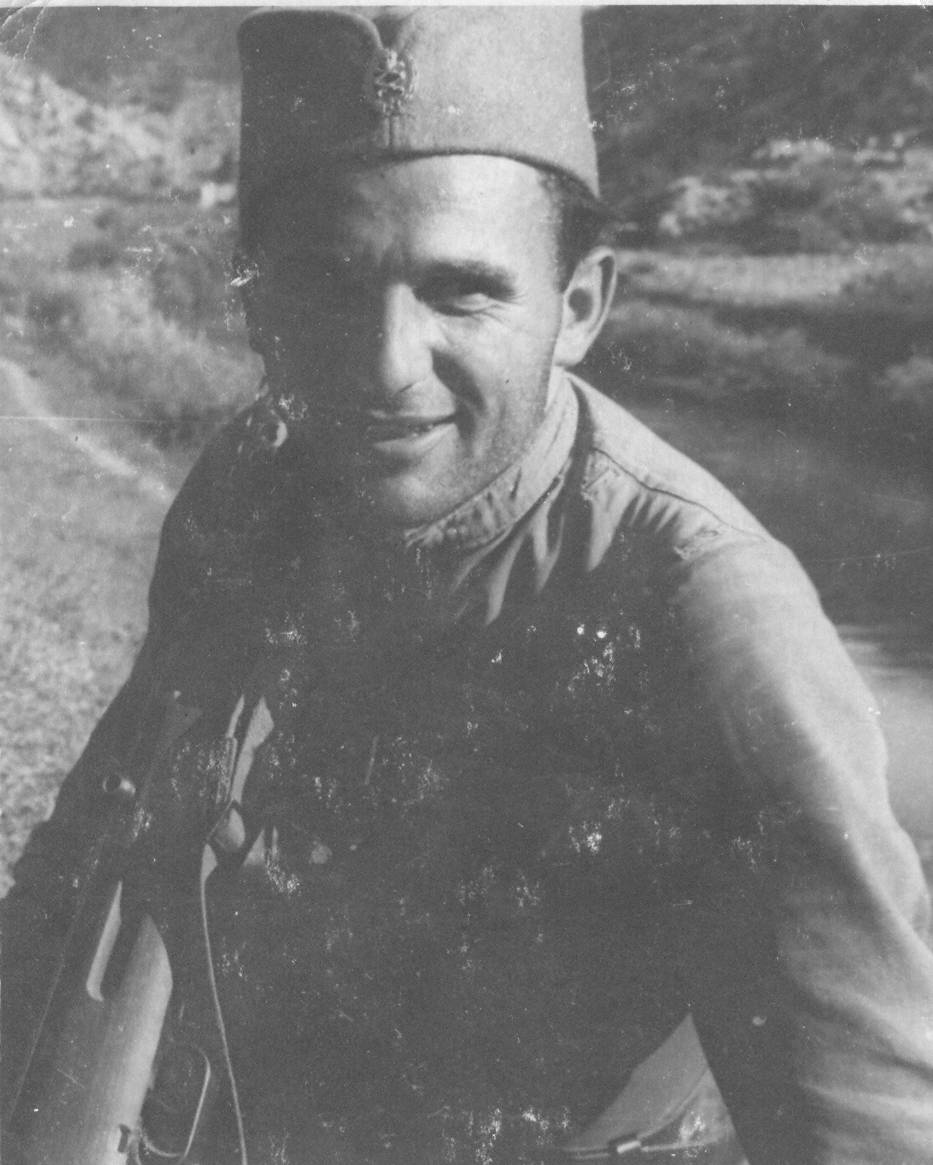
Tschetnik-Führer Mane Rokvić

Das Massaker von Gata war ein Kriegsverbrechen einer nationalistischen serbischen Tschetnik-Einheit der Dinarischen Tschetnik-Division unter der Führung von Mane Rokvić († 1944) im Dorf Gata bei Omiš am 1. Oktober 1942. Die Tschetniks ermordeten dabei 96 kroatische Zivilisten im Alter von neun Monaten bis 87 Jahren und brannten viele Häuser nieder.
Es war eine der schlimmsten Gräueltaten der Tschetniks gegen die nicht-serbische Zivilbevölkerung. Die Tschetniks waren verärgert, denn die Einwohner waren für ihre Sympathien für die Tito-Partisanen bekannt und hatten geholfen, die Straße von Split nach Omiš zu zerstören.
Es war der Auftakt zu weiteren Massakern von Tschetniks aus dem südwestlichen Bosnien, die sich bis zum 5. Oktober 1942 in Dugopolje, Kotlenica, Dubrava, Donji Dolac, Ostrvica, Čisla, Zvečanje und Srijane ereigneten und bei denen 120 Frauen, Kinder und Alte oft bestialisch ermordet wurden.